# Slovnik
Slovak ali tudi Slovnik je 488 m visok hrib v jugovzhodnem delu Izlak. Hrib je povečini poraščen z mešanim gozdom, zahodno pobočje pa je v nižjih predelih pozidano s stanovanjskimi hišami. Jasa na vrhu hriba je priljubljena sprehajalna točka lokalnih prebivalcev.
Pobočje Slovaka je bilo 28. julija 2009 prizorišče letalske nesreče športnega letala, v kateri sta umrla dva človeka.